# Wiener Südrand Straße
Die Wiener Südrand Straße (B 301) war eine geplante Landesstraße B in Niederösterreich. Sie hätte die Süd Autobahn (Knoten Vösendorf) mit der Ost Autobahn (Knoten Schwechat) verbinden sollen. Die Baukosten waren mit 407 Millionen Euro beziffert. Stattdessen wurde die Wiener Außenring Schnellstraße gebaut.